# Mr.ポテトヘッド
Mr.ポテトヘッド (Mr. Potato Head)とは、アメリカの玩具メーカーハズブロ社より発売されている玩具。

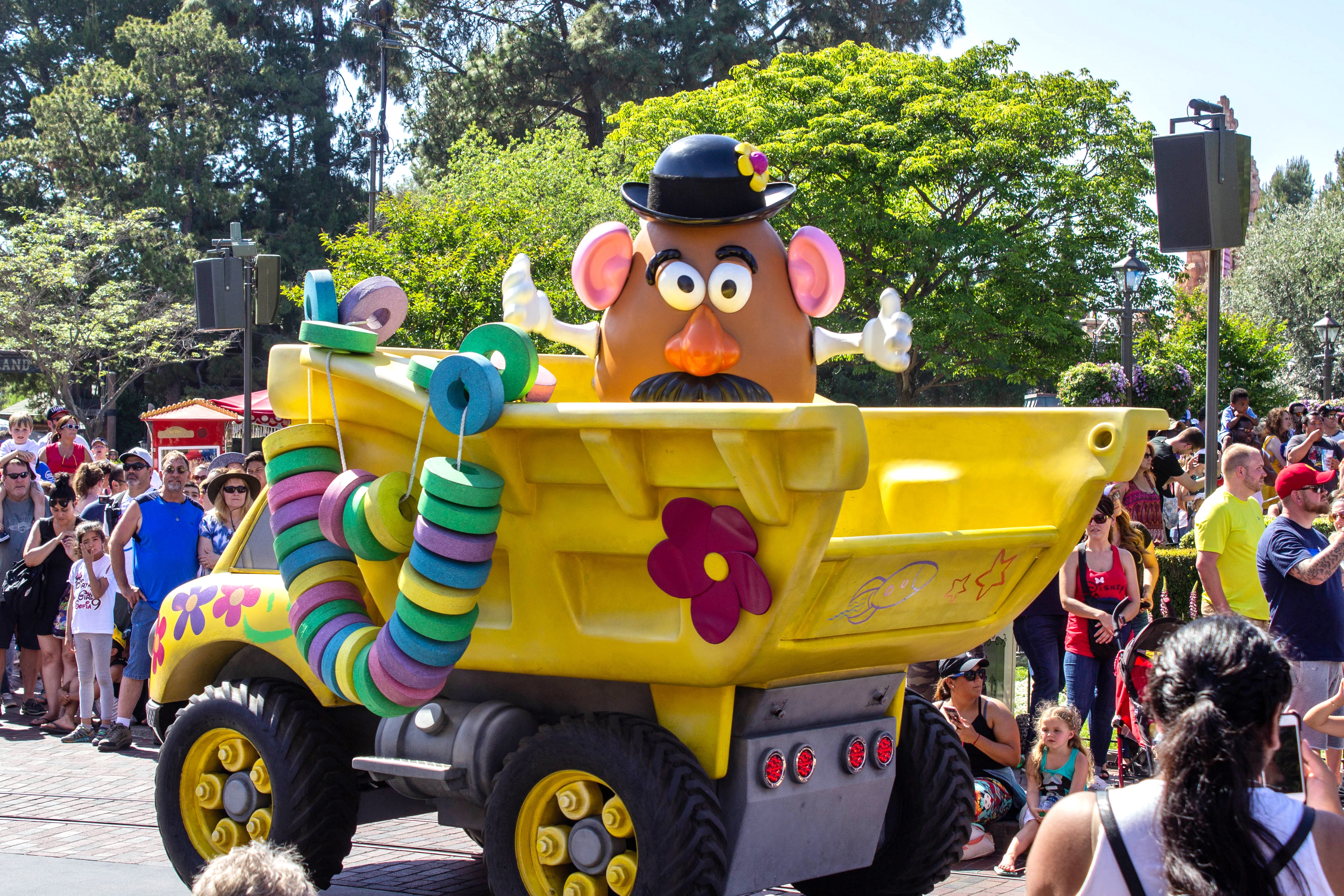

## 概要

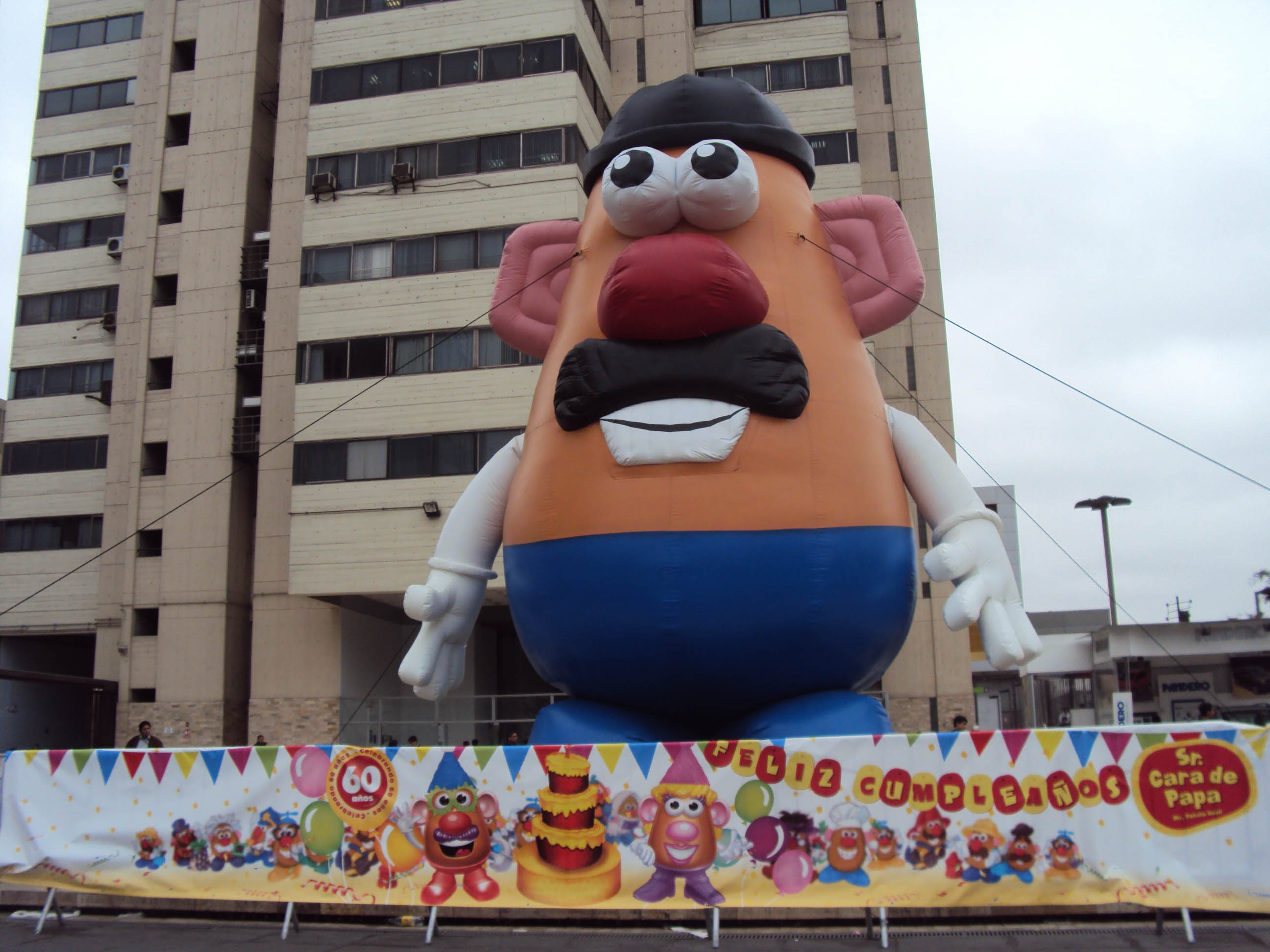
Mr.ポテトヘッドの像。

日本ではかつてはタカラトミーより発売されていたが、同社での販売は2018年3月31日をもって終了し、その後はハズブロの日本法人であるハズブロジャパンが販売している。
ジャガイモの顔をした人形で、目や耳などの顔のパーツを自由に付け替えることができる。全世界で累計1億個以上の玩具が販売されている。
妻はMrs.ポテトヘッド。

## 沿革
元々は1940年代に「朝食のシリアル製品のおまけ」として、顔のパーツを集めて本物のジャガイモ等の野菜に突き刺すと人形ができあがるというものであった。これが反響を呼び、1952年にはテレビコマーシャルなどで全米各地で大々的にこの人形が販売され、初年度の売上げは日本円で5億円にも上った。
2014年にはセガトイズが商品化権を獲得し、日本におけるライセンス商品の展開を開始したが、現在は日本におけるライセンス商品の展開を終了した。
1985年にはアイダホ州ボイシの市長選挙で「Mr.ポテトヘッド」が4票を獲得したことがある。
2021年2月25日、販売元のハズブロ社はジェンダーニュートラルの観点から、同年秋よりブランド名を「Mr.」を外した「ポテトヘッド」に改称する事を発表した。ただし、キャラクターとしてのMr.ポテトヘッド自体はそのまま存続する。

## トイ・ストーリーシリーズにおける客演
1995年に映画「トイ・ストーリー」で登場して日本でも知名度を上げた。1999年の「トイ・ストーリー2」、2010年の「トイ・ストーリー3」、2019年の「トイ・ストーリー4」にも登場する。原語版ではドン・リックルズが、日本語は1と2では名古屋章、3と4では辻萬長がそれぞれ声を担当した。